# Suveranitate teritorială
Suveranitate teritorială sau superioritate teritorială, supremație teritorială și drept de teritoriu (în germană Landeshoheit / Landesobrigkeit, în latină superioritas territorialis / jus territorii) desemna în secolele al XVII-lea și al XVIII-lea autoritatea supremă exercitată de un suveran asupra unui teritoriu din Sfântul Imperiu Roman. În sens, tehnic, aplicat în mod specific principilor imperiali și orașelor germane, suveranitatea teritorială este simbolul drepturilor regente independente ale stărilor imperiale germane.

## Evoluția termenului
În lucrarea De sublimi et regio territorii iure, publicată în 1600, juristul Andreas von Knichen a tratat „suveranitatea teritorială” fără a denumi termenul ca atare. Acesta apare pentru prima dată într-o sursă juridică în limba germană în 1621 în Landul Hadeln (un teritoriu administrativ aflat pe cursul inferior al râului Elba, între Hamburg și Cuxhaven). Începând din secolul al XVIII-lea termenul a apărut mai frecvent în documente.
El a fost introdus în literatură de istoricul Hermann Conring care l-a folosit pentru prima dată în 1643 în lucrarea sa Exercitatio de ducibus et comitibus. Pacea Westfalică menționează în 1648 (în art. V §. 30) suveranitatea teritorială ca ius territorii et superioritatis. Termenul este tradus în 1649 în germană ca Lands- Obrigkeitliche Hoheheit. Termenul ius territorialis (drept de teritoriu) din art. VIII § 1 al aceluiași document apare în traducerea din 1649 ca Land-Rechte. Varianta în limba franceză traduce termenul ca droit de souveraineté (drept de suveranitate). Cu toate acestea, împărații au respins până în 1806 toate încercările de a folosi acest termen în documentele oficiale.
În publicațiile de drept și de științe politice din Sfântul Imperiu Roman, mai ales cele din secolul al XVIII-lea, sfera și limitele suveranității sunt discutate în detaliu. Aceste scrieri, majoritatea în latină, se ocupă în primul rând de superioritatea teritorială (superioritas territorialis). Totuși, în literatura vremii există un mare număr de denumiri în limbile germană și latină pentru acest termen, ca de exemplu Land(e)s-Fürstliche Obrigkeit, Hohe Land(e)s-Obrigkeit (autoritate teritorială princiară sau înaltă autoritate teritorială), jus superioritatis, summa potestas.
Ca urmare a schimbărilor din timpul așa-numitei „epoci franceze” (1794 – 1815) termenul a fost înlocuit cu „suveranitate” care provine din franceză și este apropiat lingvistic de latinescul superioritas. Prin urmare, în secolul al XIX-lea, suveranitatea teritorială a fost înțeleasă ca fiind sinonimă cu suveranitatea. În literatura științifică a secolelor al XX-lea și al XXI-lea, termenul suveranitate teritorială a fost adesea folosit pentru a face diferența în raport cu suveranitatea.

## Conținut și limite
Suveranitatea teritorială dădea suveranului putere asupra tuturor locuitorilor care își aveau domiciliul (reședința) pe teritoriul său, asupra supușilor și stărilor din acel teritoriu. Această autoritate a suveranului era în principiu atotcuprinzătoare fiind limitată totuși de legile fundamentale ale Sfântului Imperiu Roman, de dreptul cutumiar, de tratatele încheiate cu persoane nerezidente sau cu alți suverani, de dreptul internațional și de dreptul divin. Prin urmare, această suveranitate nu a fost una deplină până la sfârșitul Sfântului Imperiu Roman în 1806. Astfel, supușii sau stările provinciilor puteau să depună plângere împotriva suveranului lor în fața Curții Imperiale de Apel. Asemenea procese au existat adesea până în 1806.

## Continuitate
Limitele suveranității în raport cu imperiul au dispărut odată cu dizolvarea imperiului în 1806. De atunci, drepturile corespunzătoare suveranității teritoriale, transferate în 1815 statelor Confederației Germane, au fost denumite suveranitate. Odată cu înființarea Confederației Germane de Nord în 1867 și apoi a Imperiului German în 1871, aceste drepturi au fost din nou restricționate în diferite moduri. Statele transferate Republicii Weimar ca „țări” și-au păstrat această suveranitate limitată fără a fi denumită ca atare. Potrivit unei decizii a Curții Constituționale Federale, landurile Republicii Federale Germania, apărute ca succesoare ale statelor federale ale Republicii Weimar, au primit „putere suverană proprie” limitată totuși de drepturile guvernului federal.